# Inopsis scylla
Inopsis scylla là một loài bướm đêm thuộc phân họ Arctiinae, họ Erebidae.